# Karol Boromeusz Hoffman
Karol Boromeusz Hoffman (Wieruchów, 1798. – Blasewitz, (ma Drezda része), 1875. július 6.) lengyel író, Klementyna Hoffmanowa írónő férje.

## Élete
Varsóban tanult jogot; 1825-ben Themis Polska c. jogtudományi folyóiratot alapított és 1827-ben fordításokat adott ki Bemjamin Franklin műveiből. Részt vett a novemberi felkelésben és több nyelven kiadta A lengyelek nagy hete című lelkes felhívását. 1831-ben bankigazgató lett. A felkelés leverése után előbb Drezdában, majd Párizsban lakott, 1848-tól pedig újra Drezdában, majd Galiciában tartózkodott.

## Munkái
- Coup d'oeil sur l'état politique de la Pologne sous la domination russe (Párizs ,1832)
- La nationalité polonaise détruite (uo. 1833)
- Czetry powstania (a görög, holland, portugál és lengyel szabadságharcok ismertetése, uo. 1837)
- Vademecum polskie (uo. 1839)